# Завадка-Бжостецька
Завадка-Бжостецька (пол. Zawadka Brzostecka) — село в Польщі, у гміні Бжостек Дембицького повіту Підкарпатського воєводства.
Населення — 407 осіб (2011).
У 1975-1998 роках село належало до Тарновського воєводства.

## Демографія
Демографічна структура станом на 31 березня 2011 року:
|          | Загалом | Допрацездатний вік | Працездатний вік | Постпрацездатний вік |
| -------- | ------- | ------------------ | ---------------- | -------------------- |
| Чоловіки | 194     | 52                 | 124              | 18                   |
| Жінки    | 213     | 59                 | 120              | 34                   |
| Разом    | 407     | 111                | 244              | 52                   |